# اسکاربرو، توباگو
اسکاربارو، توباگو (به انگلیسی: Scarborough) شهری در کشور ترینیداد و توباگو، استان توباگو است که جمعیت آن در سرشماری سال ۲۰۰۵ میلادی ۱٫۰۳۶ نفر بوده‌است.

## نگارخانه

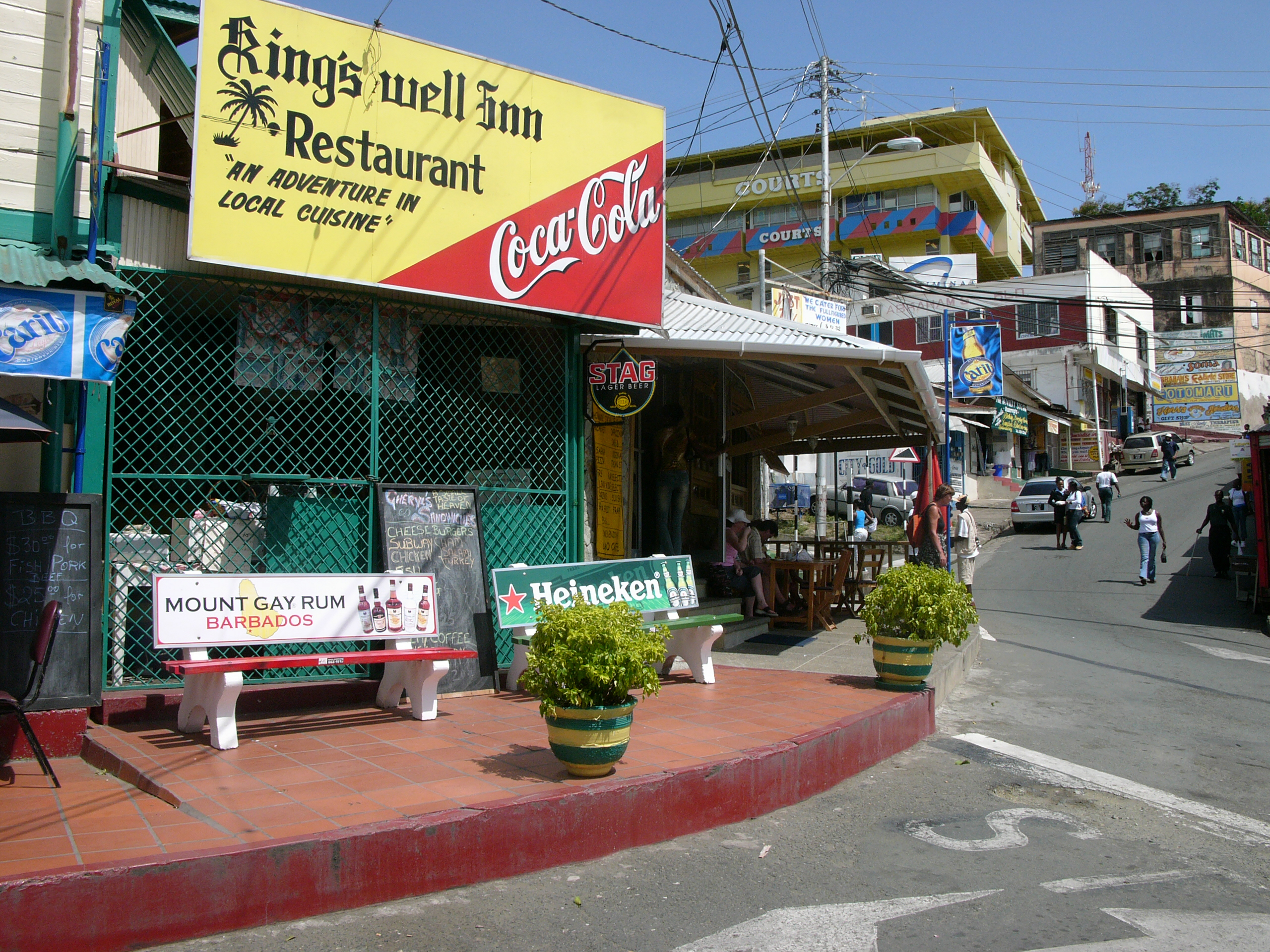
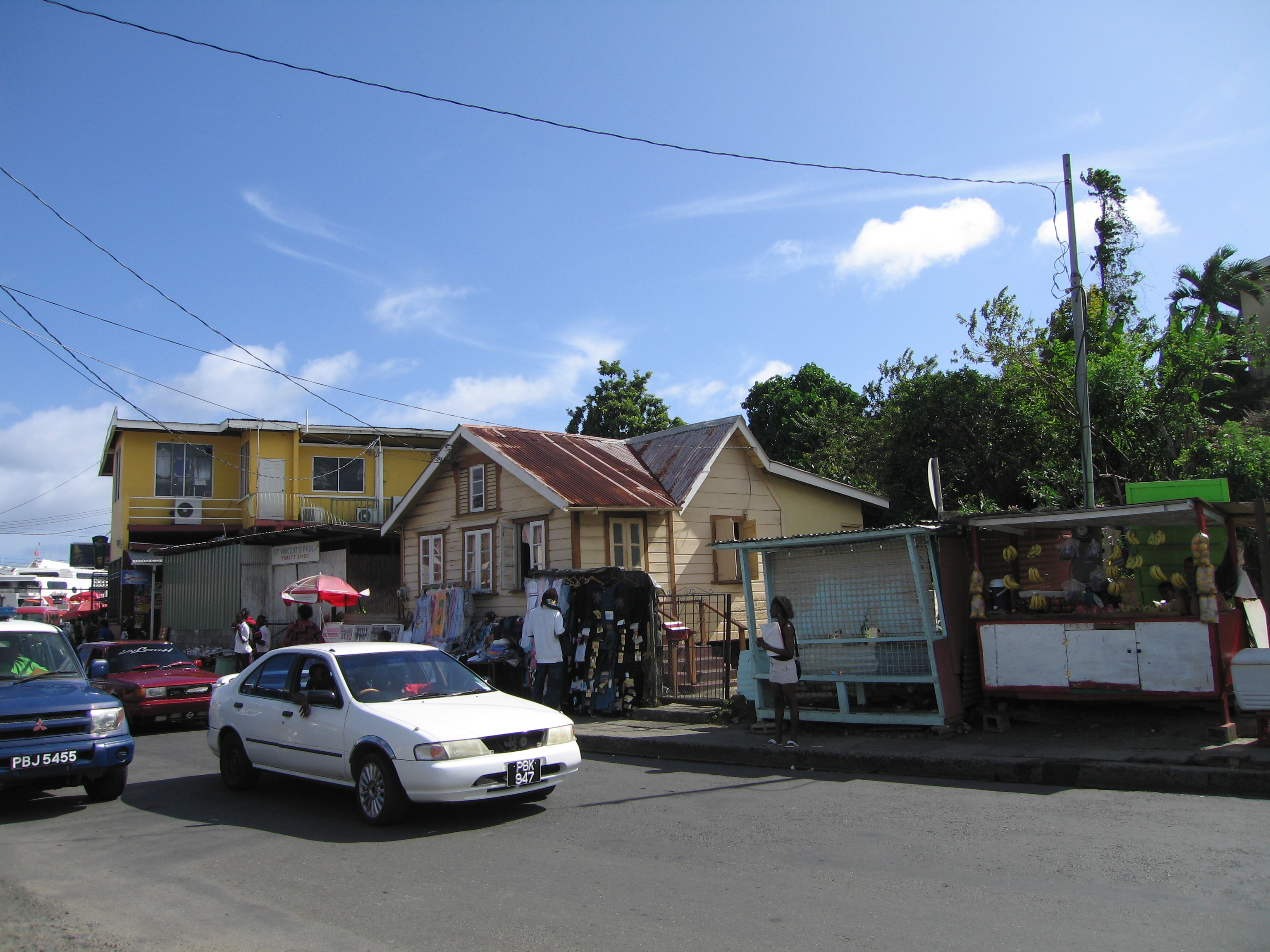
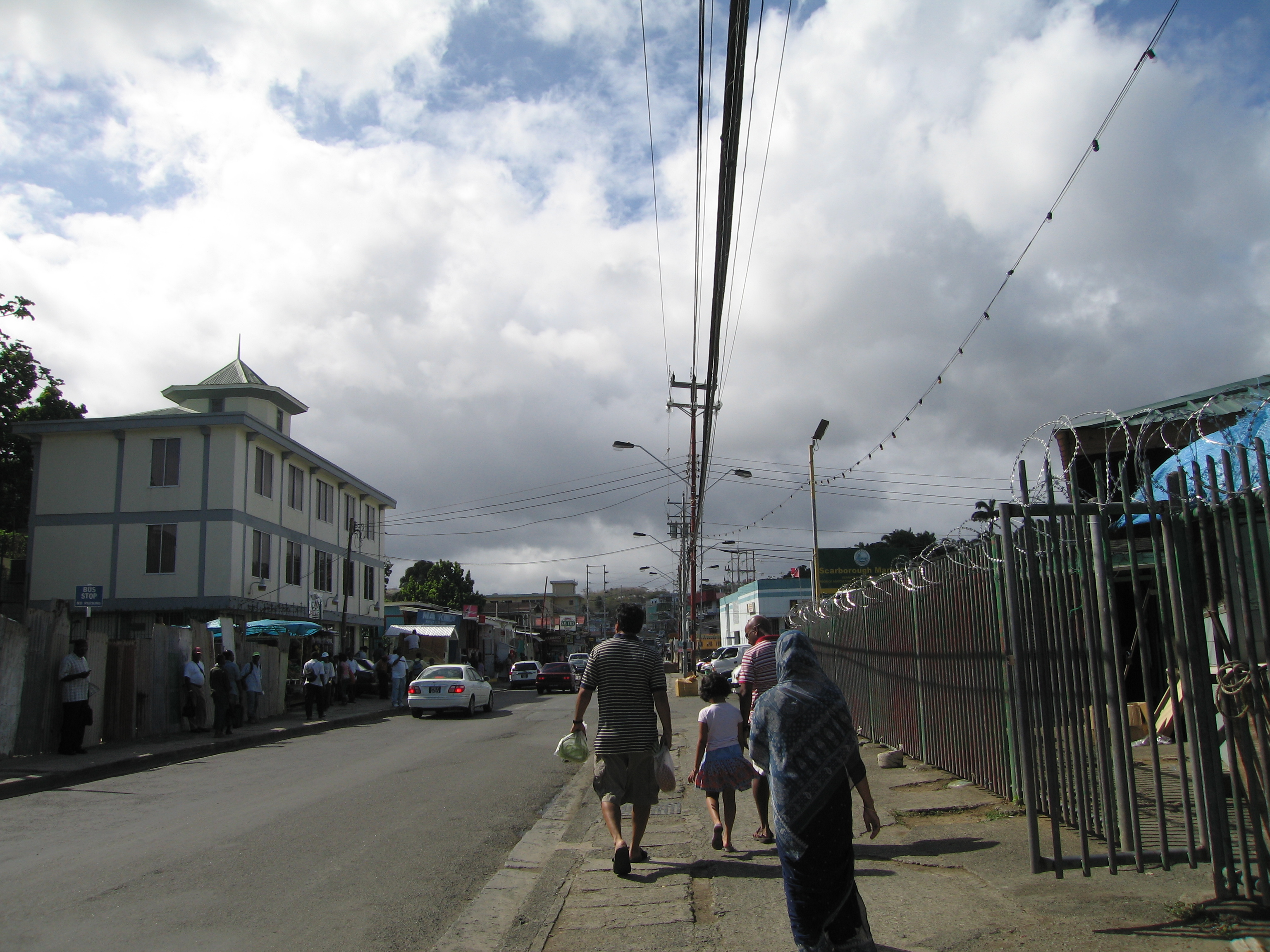